# 2 Dywizja Grenadierów Pancernych
2 Dywizja Grenadierów Pancernych (kadrowa) – skadrowana wielka jednostka pancerna Polskich Sił Zbrojnych na Zachodzie.

## Formowanie i przekształcenia
15 kwietnia 1943 roku generał Bronisław Duch podpisał ostatni rozkaz dzienny jako dowódca brygady. Stwierdził w nim, że „rozkaz Naczelnego Wodza L.dz. 370/Tjn.Org.43 i dowódcy I Korpusu Nr 31 z 13 kwietnia 1943 roku o przemianowaniu 1 Samodzielnej Brygady Strzelców na 1 Dywizję Grenadierów wprowadzam w życie z dniem 16 kwietnia 1943 roku. Zarządzenia szczegółowe będę wydane oddzielnie”. 20 kwietnia 1943 roku generał Duch podpisał rozkaz dzienny Nr 1 Dowództwa 1 Dywizji Grenadierów.
Minister Obrony Narodowej rozkazem L. 7540/O.I.43 z 7 czerwca 1943 roku zatwierdził w 1 Dywizji Grenadierów jako oddziały gospodarcze w rozumieniu przepisów OG następujące jednostki: 2 baon strzelców, 3 baon strzelców, 1 pułk artylerii lekkiej, 1 Oddział Rozpoznawczy i 1 kompanię zaopatrywania.
17 października 1943 roku odbył się obiad pożegnalny dla żołnierzy 1 Dywizji Grenadierów odchodzących do 1 Dywizji Pancernej. Z dniem 23 października 1943 roku przeniesionych zostało 462 szeregowych.
Naczelny Wódz rozkazem L.dz. 1210/Tjn.Org.43 z 21 września 1943 roku przemianował dotychczasową 1 Dywizję Grenadierów (Kadrową) na 2 Dywizję Grenadierów Pancernych (Kadrową). W związku z powyższym dowódca dywizji polecił „z dniem 25 października 1943 roku w korespondencji zewnętrznej jak i wewnętrznej używać zamiast: «1 Dyw. Gren.» – «2 Dyw. Gren. Panc. (Kadrowa)»”.
18 listopada 1943 roku płk dypl. Zenon Wzacny, w zastępstwie dowódcy dywizji, stwierdził w rozkazie dziennym nr 63, że od tego dnia obowiązują nowe nazwy oddziałów określone w rozkazie Naczelnego Wodza L.dz. 1210/Tjn.Org.43 z 21 września 1943 roku:
- 1 Baon Grenadierów (Kadrowy) dla dotychczasowego 3 Baonu Strzelców,
- 2 Baon Grenadierów (Kadrowy) dla dotychczasowego 2 Baonu Strzelców,
- 2 Pułk Rozpoznawczy (Kadrowy) dla dotychczasowego 1 Oddziału Rozpoznawczego,
- 3 Pułk Artylerii Motorowej (Kadrowy) dla dotychczasowego 1 Pułku Artylerii Lekkiej,
- I dyon 2 Pułku Przeciwpancernego (Kadrowego) dla dotychczasowej 1 kompanii przeciwpancernej,
- 1 Szwadron Łączności (Kadrowy) dla dotychczasowej 1 kompanii łączności,
- 1 Lekka Kompania Sanitarna (Kadrowa) dla dotychczasowej 1 kompanii sanitarnej[5].

W grudniu 1943 roku dywizja została zreorganizowana. 1 grudnia liczyła 389 oficerów oraz 1954 podoficerów i szeregowców. W kwietniu 1944 Naczelny Wódz rozkazem nr 550 zadecydował o dalszej redukcji dywizji i przekazaniu wszystkich zdolnych do służby liniowej szeregowych do 1 Dywizji Pancernej. Artyleria dywizyjna zmniejszona została do jednego pułku o składzie mieszanym (dowództwo 3 pamot., I/3 pamot., I/2 pappanc. i I/2 paplot. lek.). Rozformowane zostały: 16 Kompania Warsztatowa i 2 Kompania Zaopatrywania oraz jedna z dwóch kompanii warsztatowych. Do Centrum Wyszkolenia Saperów włączone zostały obie kompanie saperów, natomiast do Centrum Wyszkolenia Łączności - 4 Kompania Łączności. 1 Kompania Sanitarna przeformowana została w Ośrodek Zapasowy Służby Zdrowia. W skład dywizji włączone zostały: 1 Sąd Polowy i Pluton Opieki nad Żołnierzem.
20 maja 1944, na prośbę gen. Ducha, Naczelny Wódz zmienił nazwę jednostki na Dywizję Grenadierów Pancernych (kadrową). 5 lutego 1945 dywizja przeformowana została w 4 Dywizję Piechoty.

## Organizacja 1 Dywizji Grenadierów
- Kwatera Główna 1 Dywizji Grenadierów
- Centralny Obóz Wyszkolenia Szturmowego
- oddział sztabowy Dywizji – kpt. Leon Pacek[6]
- orkiestra 1 Dywizji Grenadierów – por. kapelmistrz Mieczysław Kleszyński[7]
- 1 Brygada Strzelców
- 1 pułk artylerii lekkiej
- 1 kompania przeciwpancerna
- samodzielna kompania grenadierów[8]
- 1 kompania łączności
- 1 kompania saperów
- 1 oddział rozpoznawczy
- 1 kompania warsztatowa
- 1 kompania zaopatrywania
- 1 Sąd Polowy

Na podstawie rozkazu dowódcy I Korpusu L. 11594/III. z 1 września 1943 roku Centralny Obóz Wyszkolenia Szturmowego należący gospodarczo do 2 baonu strzelców został 11 września 1943 przeniesiony do Archerfield House i z tym dniem podporządkowany dowódcy Jednostek Terytorialnych, a pod względem gospodarczym – Centrum Zaopatrzenia Materiałowego.

## Organizacja dywizji w grudniu 1943
Kwatera Główna 2 Dywizji Grenadierów Pancernych (Kadrowej)
- Dowództwo
- Sztab
- szwadron sztabowy
- drużyna wywiadu obronnego
- pluton propagandowo-prasowy
- referat służby pieniężnej
- kasa polowa
- poczta polowa
- 1 Sąd Polowy

16 Brygada Pancerna (Kadrowa)
- Kwatera Główna 16 Brygady Pancernej (Kadrowej)
- szwadron sztabowy
- 3 pułk pancerny
- 14 pułk kawalerii pancernej
- czołówka naprawcza

1 Brygada Grenadierów (Kadrowa)
- Kwatera Główna 1 Brygady Grenadierów (Kadrowej)
- pluton ochrony sztabu
- 1 batalion grenadierów (kadrowy)
- 2 batalion grenadierów (kadrowy)
- czołówka naprawcza

Oddziały dywizyjne
- 2 pułk rozpoznawczy (kadrowy)
- 4 szwadron żandarmerii

Artyleria Dywizyjna
- Kwatera Główna Artylerii 2 Dywizji Grenadierów Pancernych (Kadrowej)
- 3 pułk artylerii motorowej (kadrowy)
- I dyon 2 pułk artylerii przeciwlotniczej
- I dyon 2 pułku artylerii przeciwpancernej

Saperzy
- 1 kompania saperów
- kompania saperów parkowa

Dowództwo Łączności 2 Dywizji Grenadierów Pancernych
- 1 szwadron łączności (Kadrowy)
- 4 szwadron łączności

Dowództwo Oddziałów Zaopatrywania
- kompania zaopatrywania Brygady Strzelców
- kompania zaopatrywania Brygady Pancernej

Dowództwo Oddziałów Technicznych
- kompania warsztatowa Brygady Strzelców
- kompania warsztatowa Brygady Pancernej

Oddziały sanitarne
- 1 lekka kompania sanitarna (kadrowa)

## Obsada personalna
Dowódcy dywizji

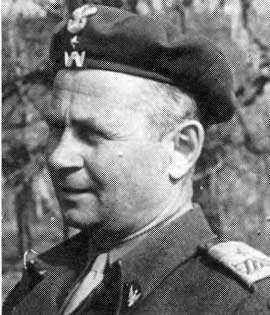
Gen. Bronisław Duch – dowódca 2 DGPanc

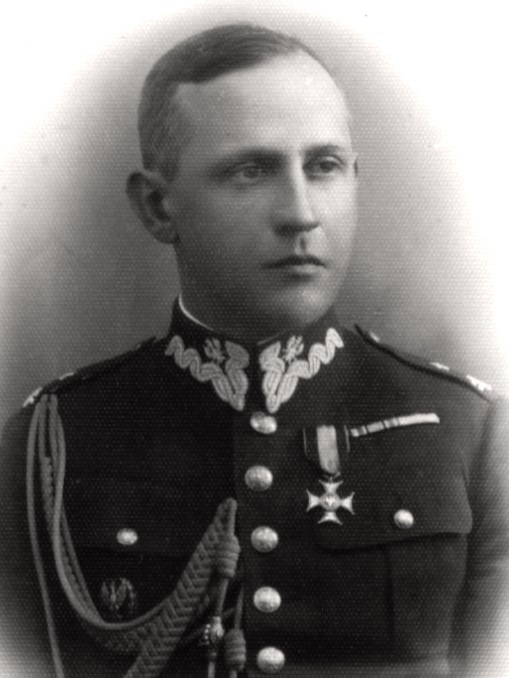
Ppłk dypl. Zenon Wzacny (przed 1934)

- gen. bryg. Bronisław Duch (16 IV - 26 VIII 1943[10])
- płk dypl. Tadeusz Zieleniewski (26 VIII - 18 XI 1943 → zastępca inspektora do Spraw Zarządu Wojskowego[11])
- płk dypl. Kazimierz Glabisz (od 18 XI 1943[12])

Zastępca dowódcy dywizji
- płk dypl. Zenon Wzacny  (od 2 VI 1943[13])

Szefowie sztabu
- płk dypl. Zenon Wzacny (16 IV - 2 VI 1943 → zastępca dowódcy 1 DG)
- mjr dypl. Stefan Ciba (p.o. od 5 VI 1943[14])
- ppłk dypl. art. Olgierd Giedroyć (od 9 XII 1943[15])

Kwatermistrzowie
- mjr Adolf Kowarsz (od 5 V 1943[16])
- mjr dypl. Stefan Ciba

Naczelny lekarz
- mjr lek. dr Sylwin Łypek (od 30 IV 1943[17])

Szefowie 1 Sądu Polowego
- ppłk aud. Roman Burnatowicz (do 2 VI 1943 → szef 8 Sądu Polowego[13])
- płk aud. dr Adam Górecki (od 2 VI 1943[13])

Pozostali oficerowie
- dowódca łączności - mjr Zygmunt Gordon
- naczelny kapelan dywizji - st. kap. ks. Franciszek Ringwelski[18]
- szef żandarmerii - kpt. żand. Stanisław Głowacki

Obsada personalna 4 Szwadronu Żandarmerii
- dowódca szwadronu - por. żand. Adam Daszewski
- dowódca plutonu - por. żand. Mieczysław Stanisław Halardziński
- dowódca plutonu - por. piech. Albin Stanisław Piesch

## Barwy

### Odznaka rozpoznawcza

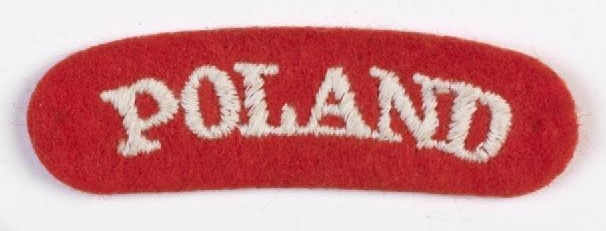
Naszywka noszona przez żołnierzy PSZ na Zachodzie na rękawach kurtek i płaszczy.

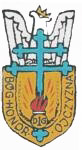
Odznaka Pamiątkowa 1 Dywizji Grenadierów

Naczelny Wódz rozkazem L.dz 1091/GM.43 z 19 lipca 1943 roku (rozkaz dowódcy I Korpusu L.dz. 9733/O.I.43 z 22 lipca 1943 roku) zatwierdził odznakę rozpoznawczą dla 1 Dywizji Grenadierów:
- dla żołnierzy przydzielonych do 1 Dywizji Grenadierów pod względem ewidencyjnym i gospodarczym;
- na pojazdy mechaniczne dywizji;
- na chorągiewkę rozpoznawczą na samochód dowódcy dywizji.

Odznakę rozpoznawczą haftowaną w myśl Dziennika Rozkazów Nr 3/43 mieli nosić wszyscy żołnierze przydzieleni do 1 Dywizji Grenadierów na lewym rękawie kurtki płaszcza (z wyjątkiem płaszcza nieprzemakalnego) 2 cm poniżej naszywki „POLAND”. Tą samą odznaką miały być oznaczone za pomocą farby wszystkie pojazdy dywizji. Odznaka ta była także umieszczona na chorągiewce rozpoznawczej dowódcy 1 Dywizji Grenadierów.
Oznaka rozpoznawcza ma postać szaro-stalowego granatu z nałożoną kratką i wydobywającymi się z niego czerwonymi płomieniami przedzielonymi trzema białymi smugami. Granat nałożony jest na prostokątną podkładkę koloru khaki o wymiarach 90x50 mm.
„Dziennikiem Rozkazów Nr 4 poz. 39 z 10 października 1943 roku została zatwierdzona odznaka rozpoznawcza dla 2 Dywizji Grenadierów Pancernych (Kadrowej) według przedstawionego wzoru:
- dla żołnierzy przydzielonych do 2 Dyw. Grenad. Panc. (Kadr.) ewidencyjnie i gospodarczo;
- na pojazdy mechaniczne 2 Dyw. Grenad. Panc. (Kadr.);
- na chorągiewkę rozpoznawczą na samochód dowódcy 2 Dyw. Grenad. Panc. (Kadr.)”.

Odznakę rozpoznawczą haftowaną w myśl Dziennika Rozkazów Nr 3/43 mieli nosić wszyscy żołnierze przydzieleni do dywizji na lewym rękawie kurtki płaszcza (z wyjątkiem płaszcza nieprzemakalnego) 2 cm poniżej naszywki „POLAND”. Tą samą odznaką miały być oznaczone za pomocą farby wszystkie pojazdy dywizji. Odznaka ta była także umieszczona na chorągiewce rozpoznawczej dowódcy 1 Dywizji Grenadierów.

### Odznaka pamiątkowa
25 sierpnia 1943 roku generał Bronisław Duch opublikował Statut Odznaki Pamiątkowej 1 Dywizji Grenadierów jako załącznik do rozkazu dziennego Nr 38. Statut został opracowany w kwietniu 1943 roku i opublikowany w Dzienniku Rozkazów MON Nr 3 z 21 lipca 1943 roku, poz. 30. Odznaka Pamiątkowa został ustanowiona „dla upamiętnienia walk 1 Dywizji Grenadierów w czerwcu 1940 roku na terenie Francji i utrzymania tradycji dywizji”, a także „jako zewnętrzny znak łączności pomiędzy grenadierami dywizji poprzez wszystkie czasy”.
20 czerwca 1943 roku generał Bronisław Duch nadał Odznakę Pamiątkową 1 Dywizji Grenadierów 337 byłym żołnierzom tej dywizji we Francji oraz sobie „jako dowódcy byłej 1 Dywizji Grenadierów we Francji i pierwszemu dowódcy odrodzonej 1 Dywizji Grenadierów w Wielkiej Brytanii”. 26 sierpnia 1943 roku z dniem objęcia dowództwa dywizji odznakę otrzymał pułkownik Zieleniewski.

### Mundury
Minister Obrony Narodowej rozkazem L.dz. 2677/W.Og./43 z 11 listopada 1943 roku wprowadził do umundurowania żołnierzy 2 Dywizji Grenadierów Pancernych (Kadrowej) berety barwy granatowej. Dowódca dywizji w rozkazie dziennym Nr 64 z 22 listopada 1943 roku stwierdził: „do czasu zaopatrzenia oddziałów w berety tego koloru przez CZM [Centrala Zaopatrywania Materiałowego] zezwalam na donoszenie furażerek”.
25 listopada 1943 roku dowódca dywizji nakazał żołnierzom 1 Dywizji Pancernej, przeniesionym do 2 Dywizji Grenadierów Pancernych (Kadrowej) zdjęcie odznak rozpoznawczych: skrzydeł husarskich i czarnych naramienników, po zastąpieniu ich naramiennikami koloru khaki.